# Ареометър
Ареометърът е уред за измерване на плътността на течности. Принципът на действие е основан на закона на Архимед.

## Описание
Обикновено представлява херметизирана стъклена тръба, долната част на която е запълнена с определено количество оловни тежести при калибрирането за постигане на необходимото относително тегло на уреда. Горната, по-тънка част е градуирана със специфична ска̀ла според конкретното му предназначение. Тъй като плътността на течностите е в пряка зависимост от температурата, на всички ареометри е отбелязана номиналната температура, при която се правят измерванията (обикновено 20 °C), а в някои има вграден термометър.
При измерване на плътността уредът се потапя в мензура с течност и се отчита по скалата (там, където се пресича с нивото на течността). Скалата нараства от горе надолу. При мерене на спиртни градуси скалата е обратно: по-ниска плътност – по-висок градус.
Смята се, че ареометърът е изобретен от Хипатия от Александрия.

## Основни разновидности
- Лабораторен ареометър
- Спиртомер
- Лактометър
- Захаромер